# Сыма Сянжу
Сыма́ Сянжу́ (кит. трад. 司馬相如, упр. 司马相如, пиньинь Sīmǎ Xiāngrú 179 до н. э. — 117 до н. э.) — китайский государственный деятель и поэт времен империи Хань.
Происходил из обедневшей аристократической семьи. Родился в 179 году до н. э. в г. Чэнду. Получил хорошее образование. После разорения отца Сыма Сянжу некоторое время находился под покровительством князя Лян. По возвращении домой некоторое время пытался возродить родные места. После неудачи перебрался в местечко Линьцинь, соблазнил Чжо Вэньцзюнь, дочь местного богача, который вынужден был дать Сыме значительное приданое в 100 рабов и 1 млн монет. Вскоре Сыма Сянжу переехал в столицу Чанъань, где получил приглашение от императорского двора. С 138 по 127 год до н. э. был ближайшим сановником императора У-ди.

### Творчество
Был изобретателем жанра тяоцинь — исполнение стихов под аккомпанемент гуциня, разновидности цитры. Это что-то вроде испанской серенады. Сочинял стихи в жанре фу. В «Ханьшу» указано, что он является автором 29 фу. Но в начале XXI века ему приписывалось лишь шесть полных произведений этого жанра и один фрагмент. Наиболее известна «Ода о широких вратах», другое название «Там, где долгие ворота» (кит. упр. 长门赋). Стала классическим произведением жанра фу. Однако её аутентичность подвергается сомнению. В жанре фу Сыма Сянжу создал крупное произведение «Поэма о Цзы-сюйе» с описанием живописных китайских ландшафтов, где разворачивается императорская охота. Имя её главного персонажа Цзы-сюя стало нарицательным и обозначает небылицу, фикцию, ненастоящее дело, а вместе с именем другого персонажа (У-ю) оно вошло в китайский язык в виде чэнъюя (кит. упр. 子虚乌有, пиньинь zǐ xū wū yǒu, палл. цзы сюй у ю) с тем же значением.